# Acacia coriacea
Acacia coriacea é uma espécie de leguminosa do gênero Acacia, pertencente à família Fabaceae.